# Hinnerup
Hinnerup är en ort i Jylland, Danmark. Orten har 7 681 invånare (2011) och är huvudort i Favrskovs kommun i Region Mittjylland. Före kommunreformen 2007 var den huvudort i Hinnerups kommun.
Hinnerup växte fram som stationssamhälle och är nu en förort till Århus med stor utpendling.